# مرجع کامل مبانی، وسایل و روش‌های آماده‌سازی کانال دندان
مرجع کامل مبانی، وسایل و روش‌های آماده‌سازی کانال دندان کتابی از آرش شهروان ، حسام رحیمی، محمدجعفر اقبال، امین رضا موحدیان و سعید مرادی است که در سال ۱۳۸۴ منتشر و در مراسم کتاب سال جمهوری اسلامی ایران به‌عنوان کتاب برگزیده معرفی شد.